# Козорезов, Егор Александрович
Егор Александрович Козорезов (род. 29 июля 2004, Дальнегорск, Приморский край) — российский боксёр-профессионал, выступающий в полусредней весовой категории. Мастер спорта международного класса, трехкратный победитель первенств России 2023, 2024,2025 (среди возрастной группы 19-22 лет), финалист Чемпионата России по боксу 2024 года. Победитель международного турнира памяти героя СССР К.Короткова в 2025 году.

## Карьера
В 2012 начал посещать спортивную секцию бокса «Боевые перчатки». Первые тренеры: Глотов А. Г. Зайцев А. Т. В 2016 продолжил тренировать Зайцев Алексей Александрович. в 2018 году выиграл свои первые всероссийские соревнования по боксу памяти Грекова Б. Н. в 2019 стал призёром первенства России (среди возрастной группы 13-14 лет) г. Москва. В 2020 году поступил В школу Олимпийского резерва г. Новосибирск, к тренеру Емельянову, Ю.В. В 2021 году выполнил норматив Мастер спорта России по боксу. в 2023 оформлен двойным зачётом Новосибирская область — Приморский край. в 2023 году в финале первенства России (среди возрастной группы 19-22) проигрывает боксёру из Чечни Магамадову Усману, бой приобретает огромный резонанс из-за сомнительного решения судей, в последствие чего в г. Сочи на тренировочном этапе состоялся контрольный спарринг, в котором Егор одержал победу, завоевав право ехать на Первенство Европы и получив призовой фонд как и другие боксёры за первое место. в 2024 году Егор вновь выигрывает первенство России (среди возрастной группы 19-22), но из за политической ситуации, команда РФ не стала участвовать в первенстве Европы.
В августе 2024 первый успешный дебют на профессиональном ринге ночь чемпионов IBA.
В октябре 2024 года стал серебряным финалистом Чемпионата России по боксу, проведя 5 тяжёлых боёв, уступив в финале Евгению Коолю.
В апреле 2025 года стал Победителем международного турнира памяти героя СССР К.Короткова, благодаря которому и завоевал звание МСМК.
В мае 2025 взял золото первенства России среди юниоров возрастной группы 19-22. в г.Краснодар.